# Ambasciata del Brasile in Italia
L'ambasciata del Brasile a Roma è la missione diplomatica della Repubblica Federale del Brasile presso la Repubblica italiana. È accreditata anche presso Malta e San Marino.
Ha sede a Roma, presso il Palazzo Pamphilj, al numero 14 di Piazza Navona.

## Altre sedi diplomatiche dipendenti
Sono presenti inoltre 7 consolati onorari brasiliani, dipendenti dai Consolati Generali di Roma e Milano:
| Tipologia          | Sede    | Zona di competenza |
| ------------------ | ------- | --- |
| Consolato Generale | Roma    | Abruzzo, Basilicata, Calabria, Campania, Lazio, Marche, Molise, Puglia, Sardegna, Sicilia, Toscana, Umbria. È inoltre competente per Malta e San Marino. |
| Consolato onorario | Bari    | Puglia |
| Consolato onorario | Firenze | Toscana |
| Consolato onorario | Napoli  | Campania |
| Consolato onorario | Palermo | Sicilia |
| Consolato onorario | Sliema  | Malta |
| Consolato Generale | Milano  | Emilia-Romagna, Friuli-Venezia Giulia, Liguria, Lombardia, Piemonte, Trentino-Alto Adige, Valle d'Aosta, Veneto.                                         |
| Consolato onorario | Genova  | Liguria |
| Consolato onorario | Trieste | Friuli-Venezia Giulia |